# Pediobius nympha
Pediobius nympha är en stekelart som först beskrevs av Girault 1913.  Pediobius nympha ingår i släktet Pediobius och familjen finglanssteklar. Inga underarter finns listade i Catalogue of Life.